# 日中両国政府間の記者交換に関する交換公文
日中両国政府間の記者交換に関する交換公文（にっちゅうりょうこくせいふかんのきしゃこうかんにかんするこうかんこうぶん）は、日中国交正常化後の日本と中華人民共和国の間における記者の相互常駐に関する協定である。国交正常化前の日中双方の新聞記者交換に関するメモに変わる公文として交わされた。外交青書には記者交換取極と書かれている。

## 概要
1952年に日本は中華民国と日華平和条約を締結したため、対立する中華人民共和国とは国交が無い状態となった。国交が存在しない場合、記者を初めとした相手国への現地駐留は困難な場合が多い。しかし、戦後の日中間では経済活動の高まりから正式な貿易の必要性が訴えられるようになった。そのため、1962年に日中間で「日中総合貿易に関する覚書」が交わされ、LT貿易が行われるようになり、1964年にLT貿易の枠組みの中で日中双方の新聞記者交換に関する取り決めが行われた。これが日中双方の新聞記者交換に関するメモであった。
1972年（昭和47年）9月29日、「日本国政府と中華人民共和国政府の共同声明」（日中共同声明）が発表され、日中両国間の国交は正常化した。1974年（昭和49年）1月5日には両国政府間で日中貿易協定が結ばれ、「日中双方の新聞記者交換に関するメモ」は1973年（昭和48年）末で失効することになった。同協定が締結されたのと同じ日に、あらためて橋本在中国日本大使館参事官と王珍中国外文部新聞局副局長との間で「日中両国政府間の記者交換に関する交換公文」が交わされた。